# Ahmed Piro
Haj Ahmed Piro (en arabe : الحاج أحمد پيرو), né en 1932 à Rabat où il meurt le 15 mai 2024, est un interprète marocain de musique arabo-andalouse, notamment spécialiste du genre Gharnati.

## Biographie
Ahmed Piro, né au sein d'une famille rabatie d'origine morisque, étudie pendant son enfance le Coran sous l'égide d'Othman Jorio, puis entre en 1944 à l'École M'hammed Guessous.
Parmi ses élèves, on retrouve Bahaâ Ronda, interprète de Gharnati, et Mohamed Amine Debbi qui dirige l'orchestre de l'association Chabab Al Andalous.
Haj Ahmed Piro est décoré en 1992 du « Wissam Arida », distinction destinée aux personnalités les plus marquantes de la vie culturelle et politique du Maroc.